# Diözesankalender des Bistums Hildesheim
Der Diözesankalender des Bistums Hildesheim erweitert den Regionalkalender für das deutsche Sprachgebiet um die Eigenfeiern des Bistums Hildesheim.

## Eigenfeiern des Bistums Hildesheim
| H = Hochfest | F = Fest | G = Gebotener Gedenktag | g = Nichtgebotener Gedenktag |

| weiß | rot | schwarz | grün | violett |

| Datum    | Rang                 | Farbe | Name                                                                     |
| -------- | -------------------- | ----- | ------------------------------------------------------------------------ |
| Januar   |                      |       |                                                                          |
| 5.       | g                    | weiß  | Hl. Johannes Nepomuk Neumann, Bischof von Philadelphia                   |
| Februar  |                      |       |                                                                          |
| 3.       | g                    | weiß  | Hl. Ansgar, Erzbischof von Hamburg-Bremen, Glaubensbote in Skandinavien  |
| März     |                      |       |                                                                          |
| 26.      | g                    | weiß  | Hl. Liudger, Bischof von Münster, Glaubensbote                           |
| Mai      |                      |       |                                                                          |
| 5.       | F                    | weiß  | Hl. Godehard, Bischof von Hildesheim                                     |
| 14.      | H (im Dom) / F       | weiß  | Jahrestag der Weihe des Doms zu Hildesheim                               |
| Juli     |                      |       |                                                                          |
| 10.      | g                    | rot   | Hl. Oliver Plunkett, Bischof und Märtyrer, Erzbischof von Armagh, Irland |
| August   |                      |       |                                                                          |
| 9.       | F                    | rot   | Hl. Theresia Benedicta a Sancta Cruce (Edith Stein), Märtyrerin          |
| 15.      | H                    | weiß  | Mariä Aufnahme in den Himmel, Hauptpatronin des Bistums                  |
| 16.      | g                    | weiß  | Hl. Altfrid, Bischof von Hildesheim, Gründer des Stiftes Essen           |
| November |                      |       |                                                                          |
| 3.       | g                    | weiß  | Seliger Rupert Mayer, Priester                                           |
| 8.       | g                    | weiß  | Hl. Willehad, Bischof von Bremen, Glaubensbote der Sachsen und Friesen   |
| 11.      | H (im Eichsfeld) / G | weiß  | Hl. Martin, Bischof von Tours, Hauptpatron des Eichsfeldes               |
| 20.      | F                    | weiß  | Hl. Bernward, Bischof von Hildesheim                                     |
| 25.      | g                    | weiß  | Seliger Niels Stensen, Bischof                                           |
| Dezember |                      |       |                                                                          |
| 4.       | g                    | weiß  | Seliger Adolph Kolping, Priester                                         |

Die Basilika St. Godehard feiert den seligen Bernhard am 20. Juli (Grabeskirche).
Die Feier des hl. Epiphanius am 22. Januar wurde auf den Dom beschränkt, wo seine Gebeine ruhen.
Am 20. Juni gedenkt das Bistum Hildesheim seines Gründers, des Kaisers Ludwig des Frommen, und am 5. Juli seines ersten Bischofs Gunthar.